# Кампо дел Весково (Ла Специја)
Кампо дел Весково је насеље у Италији у округу Ла Специја, региону Лигурија.
Према процени из 2011. у насељу је живело 53 становника. Насеље се налази на надморској висини од 297 м.